# يوكي تاكادا
يوكي تاكادا (باليابانية: 高田 憂希) مؤدية اصوات يابانية، ولدت يوم 16 آذار 1993 في مدينة كيتاكيوشو.

## أدوارها في الأنمي

### مسلسلات أنمي تلفزيونية
- خادمة الآنسة كوباياشي تنين - إيلما جوي

## روابط إضافية
- يوكي تاكادا على موقع IMDb (الإنجليزية)
- يوكي تاكادا على موقع ميوزك برينز (الإنجليزية)
- يوكي تاكادا على موقع قاعدة بيانات الفيلم (الإنجليزية)
- يوكي تاكادا على موقع كينوبويسك (الروسية)
- يوكي تاكادا على موقع ANN person (الإنجليزية)